# Wolkramshausen (Wüstung)
Die Wüstung Wolkramshausen befindet sich in der Gemarkung der Landstadt Dingelstädt im Landkreis Eichsfeld in Thüringen.

## Lage
Die Wüstung liegt südöstlich von Dingelstädt und westlich von Helmsdorf im Tal des Wüsteroth, eines rechtsseitigen Nebenflusses der Unstrut, und dessen südlichen Zuflusses Mertelgraben. Die Bundesstraße 247 führt dicht östlich am ehemaligen Ort vorbei, wo sich die ehemalige Wolkramshäuser Mühle befindet. Der Ort liegt in einer hügeligen Senke auf der Ostabdachung der Eichsfelder Höhe auf einer Höhe von etwa 330 m, umgeben von Feldern und Wiesen. Erhebungen in der Umgebung sind der Warteberg 386 m und der Stationsberg 419 m.

## Geschichte der Siedlung
Der Ort Wolkramshausen wurde erstmals 1283 in einer Urkunde als Wolcrameshusen erwähnt, als Graf Albert von Gleichenstein dem Lazaristenorden im Kloster Breitenbich das Patronatsrecht über die Kirche in Helmsdorf mit ihrer Annex-Kapelle in Wolkramshausen übertrug. 1301 und 1302 wurde ein Wibertus, Plebanus zu Wolkramshausen in Urkunden als Zeuge genannt. 1358 und 1371 hatte Johannes Tene, Burgmann auf Burg Stein, mit weiteren Familienmitgliedern Besitzungen auch in Wolkramshausen. 1373 wurde ein Sigfried von Wolkramshausen als adliger Vasall genannt. Im 14. Jahrhundert waren die Herren von Tastungen mit Gütern und im 15./16. Jahrhundert die Herren von Knorr in Lehnsverträgen erwähnt sowie weitere Adelsfamilien. Auch das Martinsstift in Heiligenstadt besaß Privilegien, wie den Zehnten im Dorf.
Wann das Dorf verlassen wurde, ist nicht genau bekannt, vermutlich vor 1500, Anfang des 17. Jahrhunderts wurde der Ort als Wüstung im Amt Gleichenstein erwähnt. Im Jahre 1675 wurde die Wolkramshäuser Mühle erwähnt. Ende des 17. Jahrhunderts wurde der Kanzleirat Theodor von Steinmetzen vom Mainzer Kurfürsten mit Ländereien belehnt, die er von Otto Christoph von Worbis gekauft hatte.
Kirchlicherseits wurde Wolkramshausen von Helmsdorf aus betreut, noch heute ist der sogenannte Pfarrsteig bekannt, den der Pfarrer zwischen den zwei Orten nehmen musste. Die Flur des Dorfes wurde auf die benachbarten Orte Dingelstädt, Helmsdorf und zum kleinen Teil auch Silberhausen aufgeteilt. Die vermutete Dorflage war noch lange als Wüster Kirchhof bekannt und mit einem Bildstock gekennzeichnet, auf dem auch die Heilige Brigitta dargestellt war, möglicherweise ein Hinweis auf das Patronat der Kirche. Dieser Bildstock wurde im Laufe der Zeit mehrmals umgesetzt und zeigt nicht mehr die Lage des Kirchhofes an. 
Unweit von Wolkramshausen soll sich mit Aeckshausen ein weiteres Dorf gefunden haben, von dem keine Urkunden unmittelbar Auskunft geben.

## Namensherkunft
Der Ortsname mit dem althochdeutschen oder altniederdeutschen –husen bezeichnet eine Siedlung „bei den Häusern“. Der erste Teil des Namens ist von einem Personennamen wie Wolfgrim oder Wolfhraban abgeleitet. Eine genaue Klärung ist wegen der Namensgleichheit mit dem Dorf Wolkramshausen bei Nordhausen aber nicht möglich.

## Wolkramshäuser Mühle

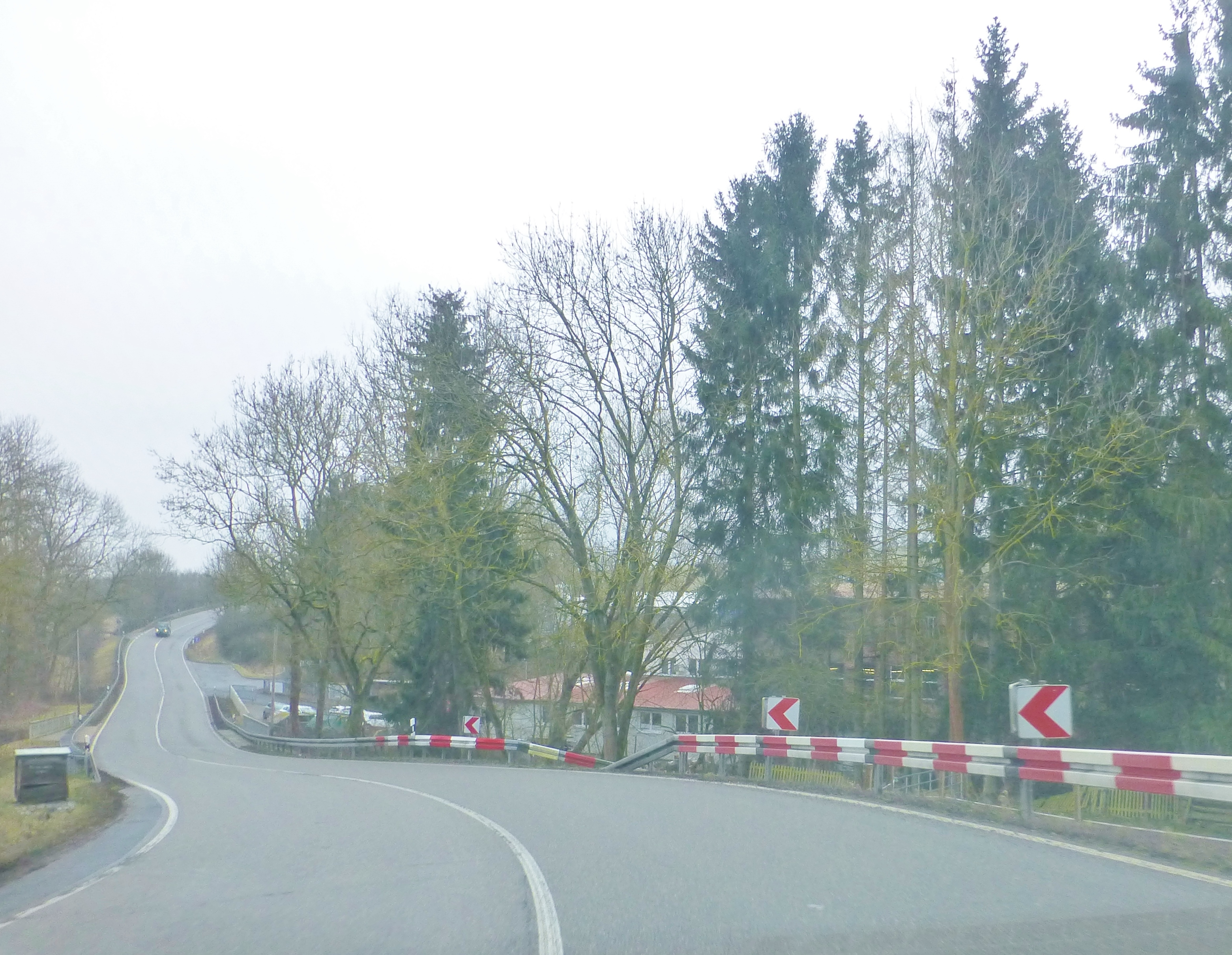
Die B 247 in der Senke am Wüsterbach bei der Wolkramshäuser Mühle

Die Mühle ist ein Überbleibsel des untergegangenen Dorfes und blieb noch weitere Jahrhunderte in Betrieb. Sie befindet sich am Zusammenfluss von Mertelsgraben und Wüsterbach kurz vor der alten Straße von Dingelstädt nach Mühlhausen, der heutigen B 247. 1806 kaufte der Dingelstädter Textilfabrikant Heinrich Kunckell die Mühle. Er richtete dort eine Spinnerei und Weberei ein und baute den Betrieb aus. Diese Weberei wurde noch bis etwa 1990 betrieben, danach siedelte sich ein metallverarbeitender Betrieb an.